# Kevin Cogan
Kevin Cogan (Culver City, 31 maart 1956) is een voormalig Formule 1-coureur uit de USA. Hij reed 2 races; de Grand Prix van Canada van 1980 voor het team RAM en de Grand Prix van de Verenigde Staten West van 1981 voor het team Tyrrell.